# Anna van Pruisen (1836-1918)

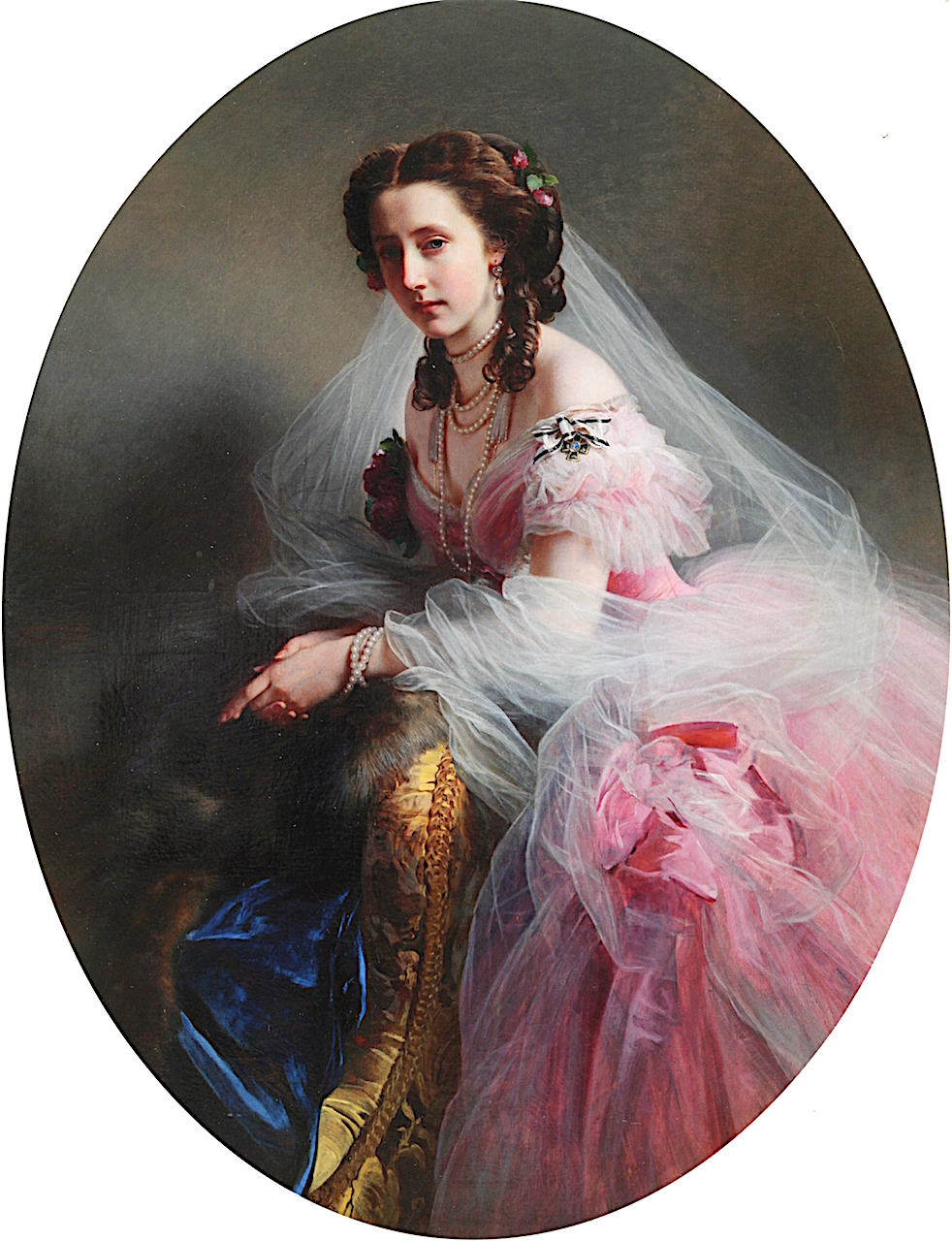
Anna van Pruisen

Maria Anna van Pruisen (Berlijn, 17 maart 1836 – Frankfurt am Main, 12 juni 1918) was een Pruisische prinses.
Zij was de jongste dochter van Marie van Saksen-Weimar-Eisenach en prins Karel van Pruisen (een zoon van Frederik Willem III van Pruisen en Louise van Mecklenburg-Strelitz).
Ze was even in beeld als toekomstige echtgenote van de Oostenrijkse keizer Frans Jozef I, die door middel van huwelijkspolitiek tevergeefs trachtte de banden met Pruisen aan te halen. Anna  trouwde evenwel op 26 mei 1853 met Frederik van Hessen-Kassel, die op dat moment al negen jaar weduwnaar was van Alexandra Nikolajevna van Rusland. Uit dit huwelijk kwamen de volgende kinderen voort:
- Frederik Willem (1854-1888)
- Elisabeth (1861-1955)
- Alexander Frederik (1863-1945)
- Frederik Karel (1868-1940), die gedurende twee maanden koning van Finland was.
- Marie-Polyxene (1872-1882)
- Sibylle Margriet (1877-1953)

Toen Anna zich, op zeer late leeftijd, bekeerde tot de Rooms-Katholieke Kerk liet de Duitse keizer Wilhelm II haar weten: Das Haus Hohenzollern stösst Eure Königliche Hoheit aus und hat ihre Existenz vergessen. Ze werd begraven in de Dom van Fulda.